# حماتي ملاك (فلم)
حماتي ملاك هو فيلم مصري عرض عام 1959، بطولة إسماعيل ياسين وماري منيب وآمال فريد ويوسف فخر الدين، ومن إخراج عيسى كرامة.

## قصة الفيلم
تدور أحداث الفيلم حول شخص يعمل حانوتي ويحب فتاة تعمل خادمة ويطلب منها أن تأتي له باخبار الموتي لكي يقوم بعمله وبالفعل أتت له بخبر موت سيدها ولكن كان خبر غير صحيح وسيدها قام بذلك لكي ينتقم من حماته.

## طاقم التمثيل
- إسماعيل ياسين
- ماري منيب
- آمال فريد
- يوسف فخر الدين
- خيرية أحمد
- كمال حسين
- إلهام زكي
- حسن أتلة
- الدكتور شديد
- الخواجة بيجو
- يوسف عوف
- كامل أنور
- محسن حسنين
- محمد يوسف
- منير الفنجري
- ماري عز الدين
- عبد الحميد بدوي
- أديب الطرابلسي
- محمود لطفي
- حافظ أمين
- حسان اليماني
- محمد أحمد المصري
- طوسون معتمد
- مطاوع عويس
- محمد نبيه
- عبد المنعم عبد الرحمن
- بليغ حبشي
- أمين الهنيدي
- محمد درويش
- لطفي عبد الحميد فتله
- فريد عبد الله

## فريق العمل
- إخراج: عيسى كرامة
- قصة: عيسى كرامة
- سيناريو وحوار: عبد الفتاح السيد
- مدير التصوير: ستر الله كرامة
- إنتاج: كرامة فيلم
- توزيع: أفلام إدوار خياط